# New York Majesty
Le New York Majesty sono state una squadra della Lingerie Football League (ora Legends Football League). Le attività della squadra sono al momento sospese.
Giocavano al Sovereign Center di Reading, in Pennsylvania.

## Colori
Le Majesty indossano slip e reggiseno rossi con bordi e numeri bianchi.
La squadra era stata presentata inizialmente con una divisa che aveva, al contrario, colore bianco con bordi e numeri rossi. Questa è la divisa che si vede anche nelle foto delle giocatrici sul sito ufficiale. Nelle partite, però, le giocatrici hanno indossato la divisa sopra descritta.

## Campionati disputati
Le Majesty sono una delle squadre create per l'ampliamento a dieci squadre del campionato della Lingerie Football League per il 2009-2010. Hanno esordito il 30 ottobre 2009 perdendo per 6-40 con le Philadelphia Passion.

### 2009-2010
Risultati: 30.10.2009: New York - Philadelphia Passion 6-40; 13.11.2009: Miami Caliente - New York 49-7; 15.01.2010: Tampa Breeze - New York 40-13.